# Metropolia Tabora
Metropolia Tabora – jedna z 7 metropolii kościoła rzymskokatolickiego w Tanzanii. Została ustanowiona 25 marca 1953.

## Diecezje
- archidiecezja Tabora
  - diecezja Kahama
  - diecezja Kigoma
  - diecezja Mpanda

## Metropolici
- Cornelius Bronsveld (1953-1959)
- Marko Mihayo (1960-1985)
- Mario Epifanio Abdallah Mgulunde (1985-2006)
- Paul R. Ruzoka (2006-2023)
- Protase Rugambwa (od 2023)